# Бутырлейка
Бутырлейка — река в России, протекает в Чамзинском районе Республики Мордовия. Устье реки находится в 49 км по левому берегу реки Нуя. Длина реки составляет 15 км, площадь водосборного бассейна 75,8 км².
В 4,8 км от устья, по левому берегу реки впадает река Большая Турлейка.
Исток реки на границе с Ромодановским районом западнее села Наченалы и в 13 км к северо-западу от райцентра, посёлка Чамзинка. Река течёт на северо-восток, протекает деревни Железный и Новосёлки и село Мичурино. Впадает в Ную у деревни Нагорная Вышенка.
Название реки по мнению лингвиста Дмитрия Цыганкина берут свои корни из эрзянского языка: эрз. бутра — (рус. «грязь, осадок грязи») + эрз. лей — (рус. «река») + суффикс -ка.

## Данные водного реестра
По данным государственного водного реестра России относится к Верхневолжскому бассейновому округу, водохозяйственный участок реки — Алатырь от истока и до устья, речной подбассейн реки — Сура. Речной бассейн реки — (Верхняя) Волга до Куйбышевского водохранилища (без бассейна Оки).
Код объекта в государственном водном реестре — 08010500212110000038673.